# 교체
언어학에서 교체(交替, Alternation)는 둘 이상의 이형태들의 형식적인 관계이다. 이것은 형태론과 음운론의 접면(interface)을 보여준다.

## 유형
교체는 교체의 동기에 따라 자동적 교체와 비자동적 교체, 교체의 성격에 따라 규칙적 교체와 불규칙적 교체, 교체의 조건에 따라 음운론적 교체와 형태음운론적 교체의 유형을 가진다.

### 동기

#### 자동적 교체
자동적 교체(automatic alternation)는 모든 환경에 있어서 적용을 받는 발음상의 음운론적 제약에 의하여 일어나는 교체이다. 자동적 교체는 항상 음운론적 교체이다. 자동적 교체의 조건은 언제나 음운론의 용어로만 나타내진다. 음 변화의 영향을 받은 음성과 영향을 받음으로써 교체된 음성은 함께 자연 부류를 구성함으로써 음성적 응집성을 나타낸다. 경향적으로, 교체되기 전의 음과 교체된 후의 음은 변별적 자질이 하나 정도만 달라진다. 자동적 교체는 도출된 환경이 아닌 환경에서도 나타날 수 있다. 차용어에도 적용된다. 교체의 조건이 아닌 다른 조건에서는 나타나지 않는 새로운 분절음을 만들 수 있다. 단어 경계를 넘어도 적용될 수 있다.
독일어의 어말 무성음화는 유성 장애음이 음절말에서 무성음으로 바뀌는 자동적 교체이다. 영어의 탄설음화는 치경 파열음이 모음 뒤, 강세 없는 모음 앞에서 치경 탄음으로 바뀌는 자동적 교체이다. 러시아어의 아카니예(러시아어: а́канье)는 무강세의 후설 원순 중고모음과 후설 비원순 저모음이 중화되는 자동적 교체이다. 일본어의 구개음화는 무성 치경 파열음과 무성 치경 마찰음이 전설 비원순 고모음 앞에서 무성 치경구개 파찰음과 무성 치경구개 마찰음으로 바뀌는 자동적 교체이다.

#### 비자동적 교체
비자동적 교체(non-automatic alternation)는 언어의 음소 패턴에 위배되는 음소가 존재해서 나타나야만 하지 않는 교체이다.

### 성격

#### 규칙적 교체
규칙적 교체(regular alternation)는 특정한 조건에서 가장 빈번하게 나타나는 교체이다. 자동적 교체는 규칙적 교체인 경우가 많다. 영어에서 복수를 표시하기 위해 [-əz], [-s], [-z]가 교체되는 것은 규칙적 교체이다. 규칙적 교체가 나타나는 형태소의 목록을 만드는 것은 거의 불가능하다.

#### 불규칙적 교체
불규칙적 교체(irregular alternation)는 특정한 조건에서 이따금씩 나타나는 교체이다. 영어에서 복수를 표시하기 위해 [-ən](oxen), [-e-](men) 등등이 교체되는 것은 불규칙적 교체이다. 불규칙적 교체가 나타나는 형태소의 목록을 만드는 것은 보통은 가능하다.

### 조건

#### 음운론적 교체
음운론적 교체(phonological alternation) 또는 음운론적으로 조건된 교체(phonologically conditioned alternation)는 이형태가 선택되는 조건에 음운론적 요소만 포함되는 교체이다.
- 영어의 복수 접미사 ‘-s’[13]
  - [-əz]: 치찰음 뒤
  - [-s]: 무성 비-치찰 장애음 뒤
  - [-z]: 그 외
- 한국어의 대격 조사 ‘을/를’[13]
  - [을]: 자음 뒤
  - [를]: 모음 뒤

#### 형태음운론적 교체
형태음운론적 교체(morphophonological alternation) 또는 형태음운론적으로 조건된 교체(morphophonologically conditioned alternation)는 이형태가 선택되는 조건에 형태론적 요소 및 어휘적 요소가 포함되는 교체이다. 자동적 교체가 일어나야 하는 음성적 동기가 통시적으로 불명확해지면 형태음운론적 교체가 생겨나게 된다. 형태음운론적 교체에서 나타나는 음성들은 음성적 응집성도 없고 자연 부류도 구성하지 않는다. 경향적으로, 교체되기 전의 음과 교체된 후의 음은 변별적 자질이 하나가 넘게 달라진다. 형태음운론적 교체는 도출된 환경이 아닌 환경에서는 나타날 수 없다. 차용어에는 적용되지 않는다. 교체의 조건이 아닌 다른 조건에서는 나타나지 않는 새로운 분절음을 만들지 않는다. 단어 내부에서만 적용된다. 형태음운론적 교체는 항상 비자동적 교체이다.
영어의 3음절 단모음화(trisyllabic shortening), 러시아어의 모음/영 교체(vowel-zero alternations), 히브리어의 마찰음화, 튀르키예어의 k/ğ 교체, 일본어의 연탁은 형태음운론적 교체이다. 독일어의 움라우트는 고대 고지 독일어에서는 후행 음절에 위치한 전설 고모음이 동화를 일으키는 음운론적 교체였지만 현대 독일어에서는 움라우트가 일어나는 개별적인 형태소를 암기해야만 하는 형태음운론적 교체이다.
- 스페인어의 ‘ir-/va-/fu-’(가다)[13]
  - ir-: 미래 부정사
  - va-: 현재, 과거 미완료
  - fu-: 과거완료
- 페르시아어의 복수 접미사 ‘-an/ha’[13]
  - -an: 인간 명사
  - -ha: 비인간 명사

## 같이 보기
- 음운 규칙
- 연음
- 이음 (음운론)